# Friedrich Wilhelm Kritzinger
Friedrich Wilhelm Kritzinger (Grünfier, 14 de abril de 1890 - Núremberg, 25 de abril de 1947) fue un abogado, militar y político alemán de la Alemania nazi. Participó en la planificación de la Conferencia de Wannsee, reunión preparatoria del Holocausto, es decir, del exterminio masivo de los judíos durante la Segunda Guerra Mundial.

## Biografía
Después de haber estudiado Derecho, sirvió como Subteniente en la Primera Guerra Mundial entre 1914 y 1918. Capturado por los franceses, fue prisionero de guerra entre 1918 y 1920. En 1921 ingresó como asesor en el Ministerio de Justicia Alemán, y entre 1925 y 1926 fue juez asociado al Ministerio de Comercio de Prusia. Ese mismo año regresa al Ministerio de Justicia, siendo nombrado Secretario Legal permanente en 1930. 
En 1934 fue uno de los especialistas en legalizar los asesinatos de la «Noche de los cuchillos largos» del 30 de junio de 1934 donde fueron asesinados los líderes de la SA opuestos a Hitler, así como miembros de la oposición alemana. Fue uno de los constructores de la «Detención ejecutiva» por medio de la cual la Gestapo, policía política alemana, podía detener a cualquier ciudadano sin orden de un juez. En 1938 pasó a la Cancillería del Reich como Secretario de Estado; este año se unió al Partido Nazi. En 1939 y 1940 participó en varios decretos contra los «parásitos» [Volksschädlinge] judíos y en la Ordenanza Suplementaria número 11 para la Ley de Ciudadanía del Reich, la cual dio justificación legal para la confiscación de las propiedades de los judíos alemanes antes de ser deportados. 
Kritzinger tomó parte en la Conferencia de Wannsee el 20 de enero de 1942, siendo nombrado posteriormente Subsecretario de Estado. En noviembre de 1942 fue nombrado Jefe de cinco departamentos de la Cancillería del Reich, siendo el principal responsable de la pérdida de los derechos civiles de los judíos entre 1942 y 1943. Escapó de Berlín en abril de 1945 y fue nombrado Subsecretario en el Gobierno de Karl Dönitz en Flensburg en mayo de 1945. Fue detenido y enviado a la prisión de Bruchsal. Liberado en abril de 1946 pero arrestado nuevamente en diciembre de ese año, declaró sentirse avergonzado por los crímenes cometidos por los nazis. Murió en abril de 1947.